# Gashouder (Maastricht)
De Gashouder, tegenwoordig ook aangeduid als Gasthouder, is een voormalige gashouder op het industrieterrein Bosscherveld in de Nederlandse stad Maastricht. Het gebouw uit 1956 is een gemeentelijk monument en heeft sinds 2015 een culturele bestemming en is een van de industriële monumenten in het nieuwe Frontenpark in de buurt Frontenkwartier.

## Geschiedenis
Al in 1847 was in Maastricht door de ondernemer Petrus Regout een particuliere gasfabriek met bijbehorende gashouder opgericht, in de eerste plaats bedoeld om zijn eigen bedrijven van gaslicht te voorzien, zodat de productie ook in de avonduren zou kunnen doorgaan. Regout bood de gemeente Maastricht aan met behulp van dit gas ook de straatverlichting in de stad te moderniseren, maar dit aanbod werd afgeslagen.
In 1858 richtte de gemeente Maastricht een eigen gasfabriek op aan de Maagdendries in het Statenkwartier. Op het terrein verrezen in 1858, 1891 en 1900 drie ronde gashouders voor de opslag van het ter plekke geproduceerde kolengas. Restanten van deze gashouders kwamen in 2013 tevoorschijn bij de herontwikkeling van het fabrieksterrein, dat tot eind 20e eeuw in gebruik was bij het gemeentelijk energiebedrijf (Nutsbedrijven).
In 1907 werd enkele honderden meters verderop door Belgische investeerders, de SA Hollando-Belge pour la fabrication du coke, de Maastrichtse Cokesfabriek gebouwd als nieuwe gemeentelijke gasfabriek. De gasfabriek werd gebouwd op een ca 4 hectare groot terrein in het industriegebied Bosscherveld, een gebied dat voorheen behoorde tot de Nieuwe Bossche Fronten, onderdeel van de vestingwerken van Maastricht. De nieuwe gasfabriek bestond uit een stokerij, bunkergebouw, kolenloods, was-, kleed- en schaftlokalen en twee ronde gashouders. Al in 1930 werd de fabriek gesloten omdat de gemeente het veel goedkopere cokesgas van de Staatsmijnen kon betrekken. Een deel van de gebouwen, waaronder de gashouders, werden gesloopt voor de uitbreiding van de rubberfabriek Radium.
In 1954 werd aan de Lage Frontweg begonnen met de bouw van een nieuwe gashouder ter vervanging van de bestaande gashouders op het Nutsterrein aan de Maagdendries. De grote, ronde gashouder werd gebouwd door de Delftse metaalpletterij NV Pletterij en werd in 1956 in gebruik genomen. Al omstreeks 1965 bleek de gashouder overbodig door de komst van aardgas, dat op een andere wijze gedistribueerd en opgeslagen werd. Het gebouw werd daarna als opslagruimte gebruikt door naburige bedrijven.

## Toekomst
In de plannen voor de verlegging van de aanlanding van de Noorderbrug is rekening gehouden met het industrieel erfgoed in het gebied, waaronder de Cokesfabriek, een deel van de Radiumfabrieken (met kenmerkende schoorsteen) en de Gashouder. Voor de Gashouder, gelegen aan de rand van het Frontenpark in het herontwikkelingsgebied Belvédère, wordt nog een definitieve bestemming gezocht. In de zomer van 2015 zal worden geëxperimenteerd met diverse culturele evenementen, georganiseerd door een vijftiental ondernemers en organisaties, waarbij per evenement niet meer dan 500 bezoekers worden toegelaten (maximale capaciteit: ruim 2500 bezoekers).

## Beschrijving
De Maastrichtse Gashouder is het laatst overgebleven exemplaar, van de zeven of acht gashouders die ooit in Maastricht hebben gestaan. Het betreft een zogenaamde "natte schroefgashouder". Dit type gashouder bestaat uit een "klok" die met het open einde in een kuip met water staat. De hoogte van de kuip bepaalde aanvankelijk hoever de klok omhoog kon bewegen, maar later kon deze door middel van in elkaar schuifbare cilinders als een telescoop verder omhoog geschoven worden. Op de binnencilinders zijn rails aangebracht onder een hoek van 45°, waarlangs de cilinders met een schroefbeweging omhoog of omlaag konden bewegen. Sinds 1966 is de gashouder permanent ingeschoven tot het kleinst mogelijke volume.
Het bouwwerk heeft de vorm van een ronde koektrommel met een doorsnee van 43 meter, een hoogte van 16 m, een vloeroppervlak van 1.500 m² en een inhoud van 50.000 m³. Langs de rand van het platte dak loopt een balustrade. Het gebouw van plaatstaal valt op door de lichtgroene kleur. De deuropeningen zijn omstreeks 1966 aangebracht, nadat het gebouw door de komst van aardgas zijn oorspronkelijke functie (gasopslag) was kwijtgeraakt. Boven een van de deuren bevindt zich de oorspronkelijke drukmeter met daarop de naam van de fabrikant. In het interieur bestaat de vloer uit aaneen gelaste stalen platen en maakt onderdeel uit van de binnenbak.

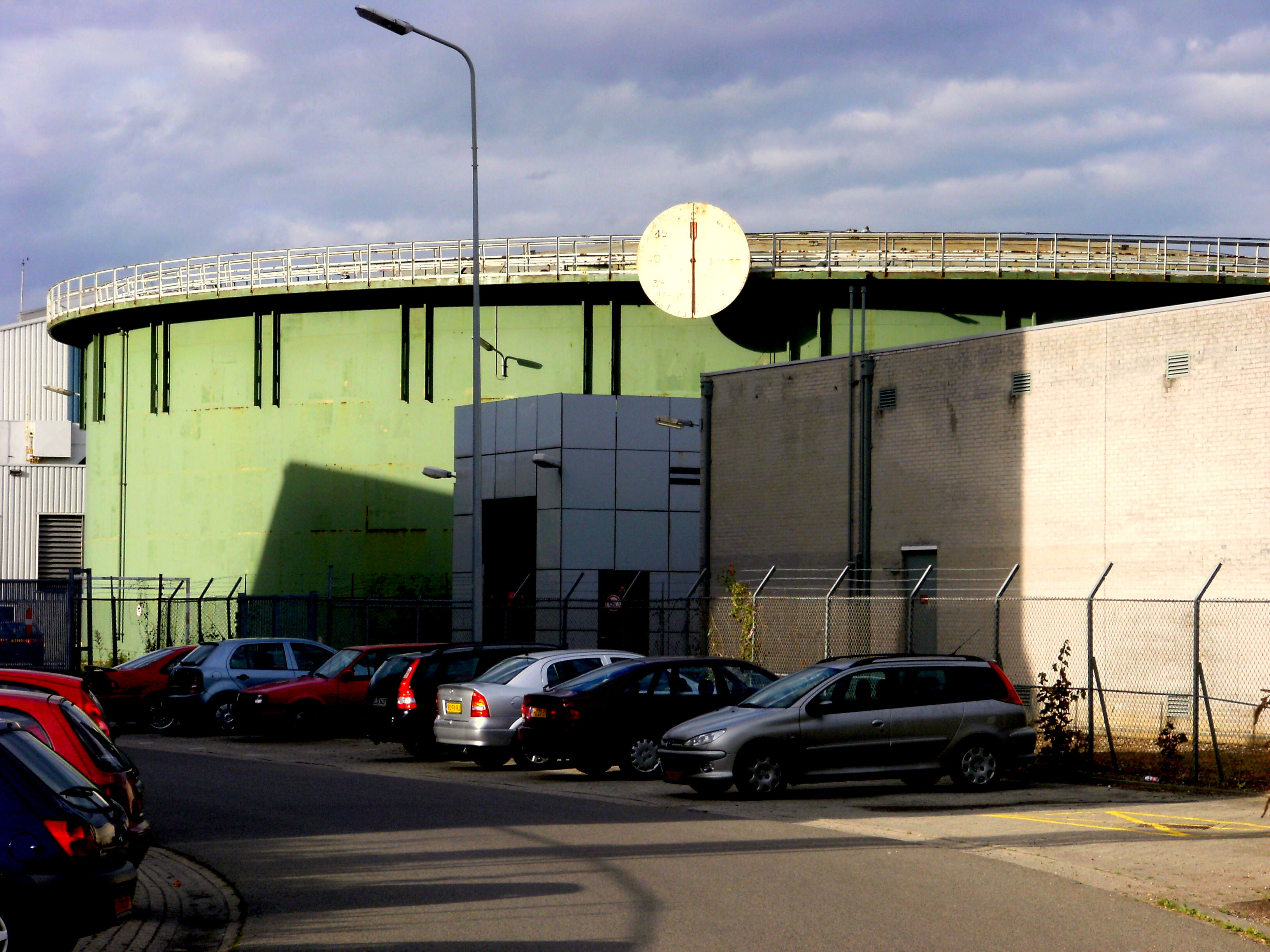
Het gebouw in zijn industriële context
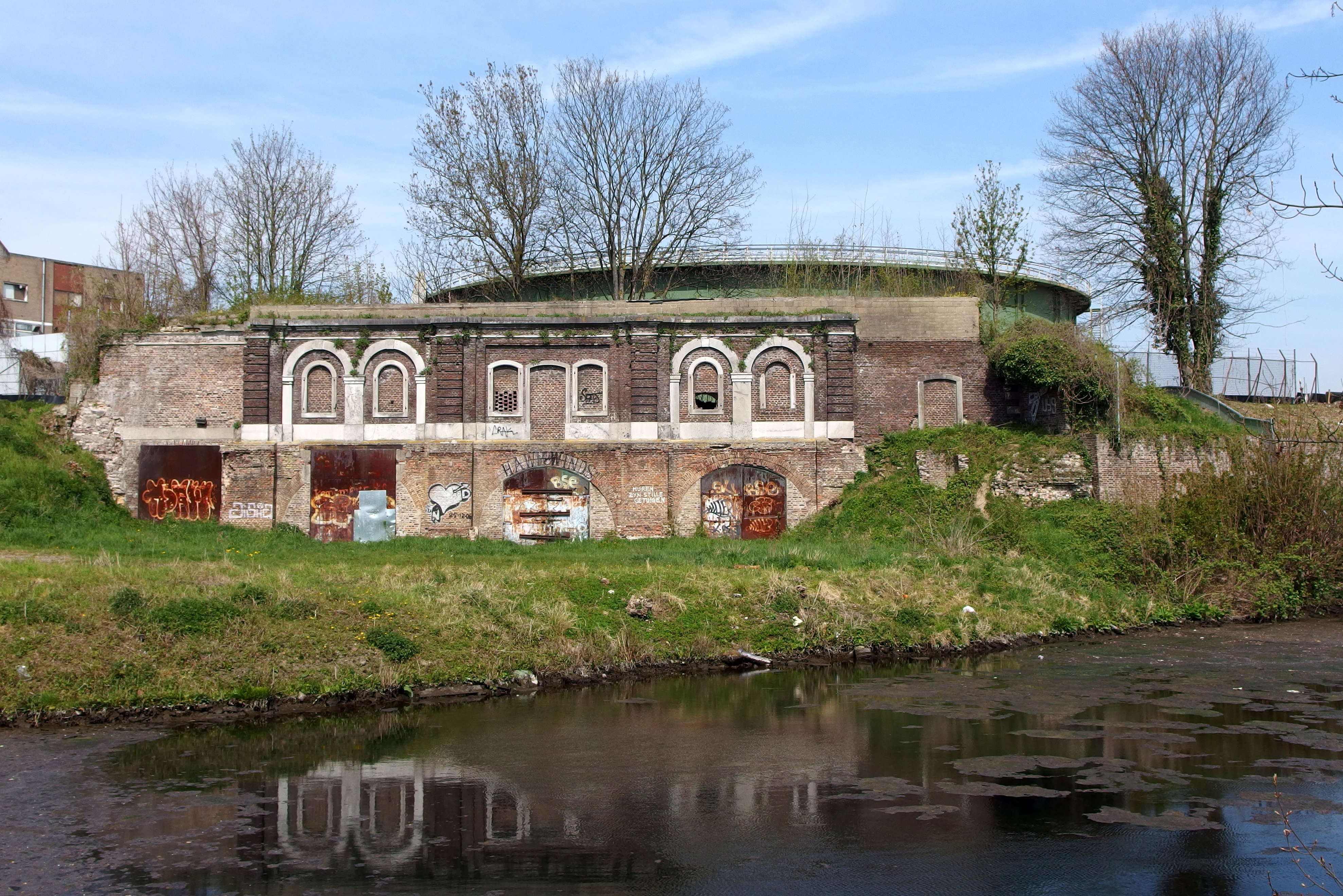
Vanaf de Havenkom in het Frontenpark
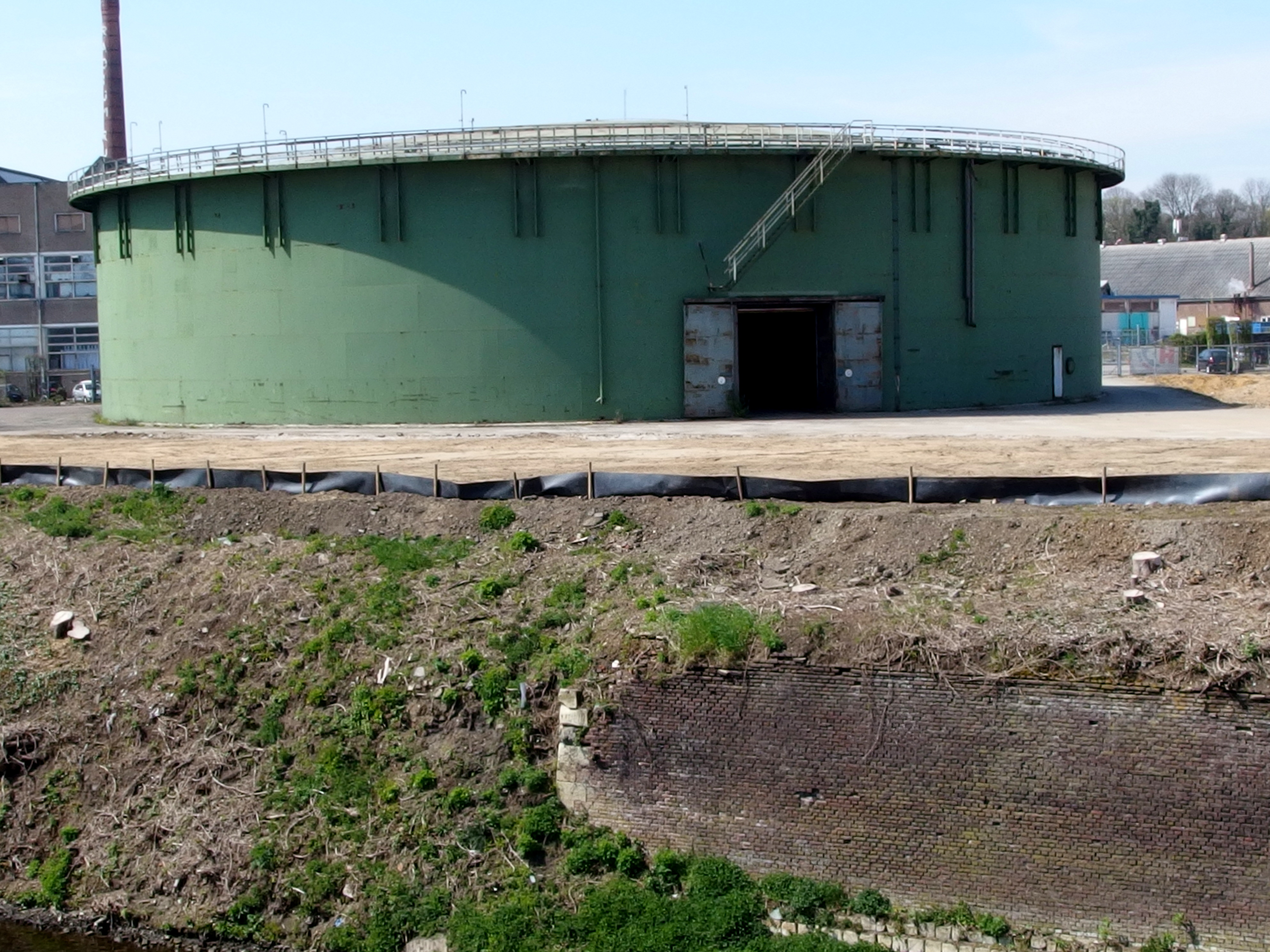
Het opgeschoonde terrein
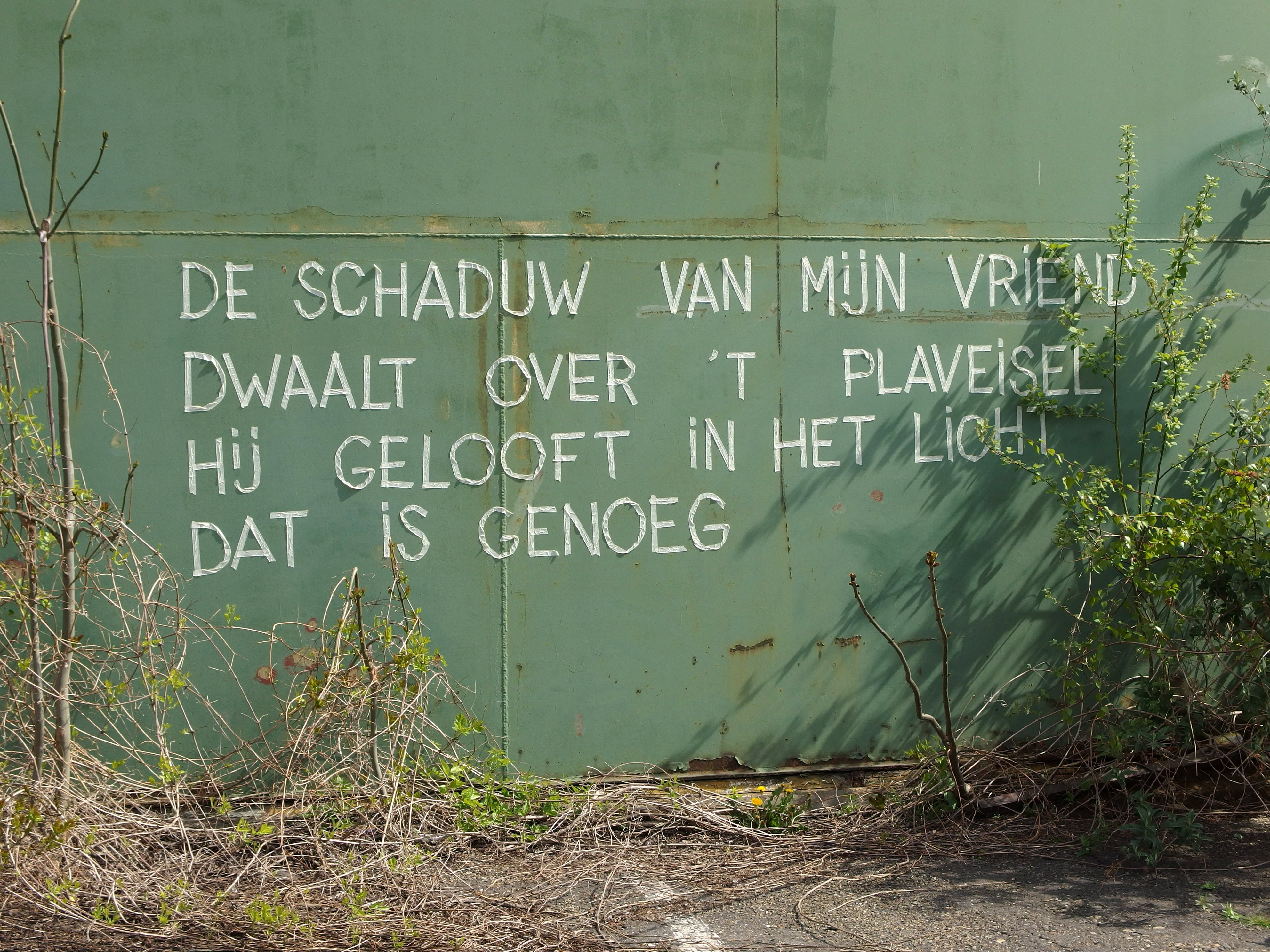
Gedicht (2015)